# Cumbres
Cumbres, a short symphony for band is een compositie van Leonardo Balada. 
In 1970 trad Balada aan als docent compositieleer aan de Carnegie Mellon University te Pittsburgh. Hij kreeg direct het verzoek van het blaasorkest, dat aan die universiteit verbonden was, een werk te schrijven. Dat werd uiteindelijk de tweede symfonie van Balada. Dat zag er echter vanaf het begin niet naar uit. De originele werktitel luidde Mosaïc en er zijn inderdaad fragmenten die als een mozaïek in elkaar passen. De componist vond na verloop van tijd een betere titel in Entwined (omstrengeld). Die sneuvelde toen Balada dicht bij de voltooiing van zijn symfonie kwam. De titel werd uiteindelijk Cumbres. De muziek is daarbij weliswaar voor harmonieorkest, maar past in de traditie van de klassieke muziek van de 20e eeuw, jaren 70. Er zijn passages van vaste maat en ritmes, maar ook stukjes aleatoriek komen voor. In het midden van het werk is op de verre achtergrond de Ritt der Walküren van Richard Wagner te horen. Of dat de bedoeling is geweest van de componist is onbekend. Balada zou later veelvuldig leentjebuur spelen bij andere componisten.
De eerste uitvoering van het werk was op 18 april 1971 en vond plaats in de Carnegie Hall in New York, door het orkest waarvoor het geschreven is, geleid door Richard E. Strange, de toenmalige dirigent van het orkest. 
Balada schreef Cumbres voor:
- 1 piccolo, 2 dwarsfluiten, 2 hobo’s, 2 klarinetten, esklarinet, basklarinet, 2 fagotten,
- 1 altsaxofoon, 1 tenorsaxofoon, 1 baritonsaxofoon
- 4 hoorns, 2 trompetten, 2 cornetten, 2 trombones, 1 tuba en 1 eufonium
- 5 man/vrouw percussie
- 1 contrabas